# Liste der Stolpersteine in Hofheim am Taunus
Die Liste der Stolpersteine in Hofheim am Taunus enthält alle Stolpersteine, die im Rahmen des gleichnamigen Kunst-Projekts von Gunter Demnig in Hofheim am Taunus verlegt und gefunden wurden. Mit ihnen soll an Opfer des Nationalsozialismus erinnert werden, die in Hofheim am Taunus lebten und wirkten.

## Verlegte Stolpersteine
| Adresse, Lage                                   | Name                    | Inschrift | Verlegedatum  | Bild | Anmerkungen |
| ----------------------------------------------- | ----------------------- | --- | ------------- | ---- | ----------- |
| Bärengasse 5 (Standort)                         | Friedrich Nachmann      | HIER WOHNTE FRIEDRICH NACHMANN JG. 1889 DEPORTIERT 27.3.1943 RICHTUNG OSTEN ???                                                   | 22. Apr. 2008 |      |             |
| Bärengasse 5 (Standort)                         | Bertha Nachmann         | HIER WOHNTE BERTHA NACHMANN GEB. ESCHENHEIMER JG. 1863 DEPORTIERT 15.9.1942 THERESIENSTADT TOT 5.1.1943                           | 22. Apr. 2008 |      |             |
| Bärengasse 5 (Standort)                         | Irene Mayer             | HIER WOHNTE IRENE MAYER GEB. LÖWENSTEIN JG. 1919 FLUCHT 1935 USA RÜCKKEHR DEPORTIERT 22.11.1941 RIGA ERMORDET IN KOWNO            | 22. Apr. 2008 |      |             |
| Brühlstraße 3 (Standort)                        | Isidor Rosenthal        | HIER WOHNTE ISIDOR ROSENTHAL JG. 1876 FLUCHT 1937 ITALIEN 1940 USA ÜBERLEBT                                                       | 22. Apr. 2008 |      |             |
| Brühlstraße 3 (Standort)                        | Mathilde Rosenthal      | HIER WOHNTE MATHILDE ROSENTHAL GEB. HAMBURGER JG. 1880 FLUCHT 1937 ITALIEN 1940 USA ÜBERLEBT                                      | 22. Apr. 2008 |      |             |
| Brühlstraße 3 (Standort)                        | Hermann Rosenthal       | HIER WOHNTE HERMANN ROSENTHAL JG. 1905 FLUCHT 1937 ITALIEN 1940 USA ÜBERLEBT                                                      | 22. Apr. 2008 |      |             |
| Brühlstraße 3 (Standort)                        | Kurt Rosenthal          | HIER WOHNTE KURT ROSENTHAL JG. 1917 FLUCHT 1938 USA ÜBERLEBT                                                                      | 22. Apr. 2008 |      |             |
| Burgstraße 6a (Standort)                        | Adolf Oppenheimer       | HIER WOHNTE ADOLF OPPENHEIMER JG. 1871 DEPORTIERT 28.8.1942 ERMORDET IN TREBLINKA                                                 | 22. Apr. 2008 |      |             |
| Burgstraße 6a (Standort)                        | Hermine Oppenheimer     | HIER WOHNTE HERMINE OPPENHEIMER GEB. NACHMANN JG. 1873 DEPORTIERT 28.8.1942 ERMORDET IN TREBLINKA                                 | 22. Apr. 2008 |      |             |
| Burgstraße 6a (Standort)                        | Recha Menasche          | HIER WOHNTE RECHA MENASCHE GEB. OPPENHEIMER JG. 1902 FLUCHT 1938 BELGIEN FLUCHT 1940 USA ÜBERLEBT                                 | 22. Apr. 2008 |      |             |
| Burgstraße 6a (Standort)                        | Karl David Oppenheimer  | HIER WOHNTE KARL DAVID OPPENHEIMER JG. 1898 DEPORTIERT 8.6.1942 MAJDANEK ERMORDET 12.8.1942                                       | 22. Apr. 2008 |      |             |
| Burgstraße 6a (Standort)                        | Hedwig Oppenheimer      | HIER WOHNTE HEDWIG OPPENHEIMER GEB. FRANK JG. 1902 DEPORTIERT 8.6.1942 RICHTUNG OSTEN ???                                         | 22. Apr. 2008 |      |             |
| Burgstraße 6a (Standort)                        | Ferdinand Schwarz       | HIER WOHNTE FERDINAND SCHWARZ JG. 1920 UNFREIWILLIG VERZOGEN 1938 FRANKFURT DEPORTIERT 1942 MAJDANEK ERMORDET                     | 27. Aug. 2013 |      |             |
| Am alten Bach 2–4 (Standort)                    | Eleasar Strahlheim      | HIER WOHNTE ELEASAR STRAHLHEIM JG. 1858 TOT 1934                                                                                  | 16. Feb. 2009 |      |             |
| Am alten Bach 2–4 (Standort)                    | Selma Strahlheim        | HIER WOHNTE SELMA STRAHLHEIM GEB. LEVY JG. 1880 HEIMATORT VERLASSEN 1940 DEPORTIERT ???                                           | 16. Feb. 2009 |      |             |
| Am alten Bach 2–4 (Standort)                    | Johanna Hahn            | HIER WOHNTE JOHANNA HAHN GEB. STRAHLHEIM JG. 1909 DEPORTIERT 1942 ERMORDET IN MAJDANEK                                            | 16. Feb. 2009 |      |             |
| Am alten Bach 2–4 (Standort)                    | Rosa Strahlheim         | HIER WOHNTE ROSA STRAHLHEIM JG. 1911 FLUCHT 1938 USA ÜBERLEBT                                                                     | 16. Feb. 2009 |      |             |
| Am alten Bach 2–4 (Standort)                    | Eduard Wieseneck        | HIER WOHNTE EDUARD WIESENECK JG. 1886 UNFREIWILLIG VERZOGEN 1939 FRANKFURT DEPORTIERT 1942 THERESIENSTADT 1943 AUSCHWITZ ERMORDET | 27. Aug. 2013 |      |             |
| Elisabethenstraße 32 (Standort)                 | Adolf Weiss             | HIER WOHNTE ADOLF WEISS JG. 1883 DEPORTIERT 8.6.1942 RICHTUNG OSTEN ???                                                           | 16. Feb. 2009 |      |             |
| Elisabethenstraße 32 (Standort)                 | Mina Weiss              | HIER WOHNTE MINA WEISS GEB. SONNENBERG JG. 1888 DEPORTIERT 8.6.1942 RICHTUNG OSTEN ???                                            | 16. Feb. 2009 |      |             |
| Elisabethenstraße 32 (Standort)                 | Julius Schwarzschild    | HIER WOHNTE JULIUS SCHWARZSCHILD JG. 1912 FLUCHT 1939 ENGLAND ÜBERLEBT                                                            | 16. Feb. 2009 |      |             |
| Elisabethenstraße 32 (Standort)                 | Erna Schwarzschild      | HIER WOHNTE ERNA SCHWARZSCHILD GEB. WEISS JG. 1914 FLUCHT 1939 ENGLAND ÜBERLEBT                                                   | 16. Feb. 2009 |      |             |
| Lorsbacher Straße 36 (Standort)                 | Karl Kahn               | HIER WOHNTE KARL KAHN JG. 1895 VERHAFTET 1937 GESTAPOGEFÄNGNIS VERHAFTET 1937 DACHAU TOT AN HAFTFOLGEN 20.5.1938                  | 16. Feb. 2009 |      |             |
| Lorsbacher Straße 36 (Standort)                 | Kurt Erich Kahn         | HIER WOHNTE KURT ERICH KAHN JG. 1928 HEIMATORT VERLASSEN 1939 ÜBERLEBT                                                            | 16. Feb. 2009 |      |             |
| Lorsbacher Straße 36 (Standort)                 | Antoinette Else Kahn    | HIER WOHNTE ANTOINETTE ELSE KAHN GEB. SPÄTHE JG. 1900 HEIMATORT VERLASSEN 1939 ÜBERLEBT                                           | 16. Feb. 2009 |      |             |
| Neugasse 43 (Standort)                          | Eduard Allmeier         | HIER WOHNTE EDUARD ALLMEIER JG. 1879 FLUCHT 1939 PALÄSTINA ÜBERLEBT                                                               | 16. Feb. 2009 |      |             |
| Neugasse 43 (Standort)                          | Ruth Allmeier           | HIER WOHNTE RUTH ALLMEIER JG. 1923 FLUCHT 1939 PALÄSTINA ÜBERLEBT                                                                 | 16. Feb. 2009 |      |             |
| Neugasse 43 (Standort)                          | Jenny Allmeier          | HIER WOHNTE JENNY ALLMEIER GEB. KIRCHHEIMER JG. 1892 FLUCHT 1939 PALÄSTINA ÜBERLEBT                                               | 16. Feb. 2009 |      |             |
| Neugasse 43 (Standort)                          | Siegfried Allmeier      | HIER WOHNTE SIEGFRIED ALLMEIER JG. 1905 DEPORTIERT 1942 RICHTUNG OSTEN ???                                                        | 16. Feb. 2009 |      |             |
| Neugasse 43 (Standort)                          | Berta Allmeier          | HIER WOHNTE BERTA ALLMEIER JG. 1907 FLUCHT 1939 ENGLAND ÜBERLEBT                                                                  | 16. Feb. 2009 |      |             |
| Neugasse 43 (Standort)                          | Bella Allmeier          | HIER WOHNTE BELLA ALLMEIER JG. 1914 ???                                                                                           | 16. Feb. 2009 |      |             |
| Marxheim, Schulstraße 35 (Standort)             | Sophie Kahn             | HIER WOHNTE SOPHIE KAHN GEB. HESS JG. 1869 FLUCHT 1938 USA ÜBERLEBT                                                               | 16. Feb. 2009 |      |             |
| Marxheim, Schulstraße 35 (Standort)             | Louis Kahn              | HIER WOHNTE LOUIS KAHN JG. 1863 FLUCHT 1938 USA ÜBERLEBT                                                                          | 16. Feb. 2009 |      |             |
| Diedenbergen, Casteller Straße 70 (Standort)    | Eduard Adolf Kahn       | HIER WOHNTE EDUARD ADOLF KAHN JG. 1879 FLUCHT 1934 USA ÜBERLEBT                                                                   | 13. Okt. 2009 |      |             |
| Diedenbergen, Casteller Straße 70 (Standort)    | Emma Kahn               | HIER WOHNTE EMMA KAHN GEB. KAHN JG. 1880 FLUCHT 1934 USA ÜBERLEBT                                                                 | 13. Okt. 2009 |      |             |
| Diedenbergen, Hintergasse 22 (Standort)         | Josef Kahn              | HIER WOHNTE JOSEF KAHN JG. 1872 FLUCHT 1937 USA ÜBERLEBT                                                                          | 13. Okt. 2009 |      |             |
| Diedenbergen, Hintergasse 22 (Standort)         | Rosa Kahn               | HIER WOHNTE ROSA KAHN GEB. KAHN JG. 1874 FLUCHT 1937 USA ÜBERLEBT                                                                 | 13. Okt. 2009 |      |             |
| Diedenbergen, Hintergasse 22 (Standort)         | Amalie Kahn             | HIER WOHNTE AMALIE KAHN GEB. KAHN JG. 1900 FLUCHT 1935 USA ÜBERLEBT                                                               | 13. Okt. 2009 |      |             |
| Diedenbergen, Hintergasse 22 (Standort)         | Max Kahn                | HIER WOHNTE MAX KAHN JG. 1898 FLUCHT 1935 USA ÜBERLEBT                                                                            | 13. Okt. 2009 |      |             |
| Diedenbergen, Hintergasse 22 (Standort)         | Ludwig Kantor           | HIER WOHNTE LUDWIG KANTOR JG. 1901 FLUCHT 1936 KUBA - USA ÜBERLEBT                                                                | 13. Okt. 2009 |      |             |
| Diedenbergen, Marxheimer Straße 9 (Standort)    | Helga Klara Forst       | HIER WOHNTE HELGA KLARA FORST JG. 1931 FLUCHT 1939 SHANGHAI ÜBERLEBT                                                              | 13. Okt. 2009 |      |             |
| Diedenbergen, Marxheimer Straße 9 (Standort)    | Gustav Kahn             | HIER WOHNTE GUSTAV KAHN JG. 1868 TOT 1937 KRANKENHAUS MAINZ                                                                       | 13. Okt. 2009 |      |             |
| Diedenbergen, Marxheimer Straße 9 (Standort)    | Franziska Hirschmann    | HIER WOHNTE FRANZISKA HIRSCHMANN GEB. KAHN JG. 1897 DEPORTIERT 1942 THERESIENSTADT ERMORDET 6.10.1944 AUSCHWITZ                   | 13. Okt. 2009 |      |             |
| Diedenbergen, Marxheimer Straße 9 (Standort)    | Johanna Friedberg       | HIER WOHNTE JOHANNA FRIEDBERG GEB. KAHN JG. 1894 DEPORTIERT 1942 PIASKI ???                                                       | 13. Okt. 2009 |      |             |
| Diedenbergen, Marxheimer Straße 9 (Standort)    | Emma Forst              | HIER WOHNTE EMMA FORST GEB. KAHN JG. 1901 FLUCHT 1939 SHANGHAI ÜBERLEBT                                                           | 13. Okt. 2009 |      |             |
| Diedenbergen, Marxheimer Straße 9 (Standort)    | Robert Forst            | HIER WOHNTE ROBERT FORST JG. 1901 FLUCHT 1939 SHANGHAI ÜBERLEBT                                                                   | 13. Okt. 2009 |      |             |
| Diedenbergen, Wildsachsener Straße 1 (Standort) | Berta Simon             | HIER WOHNTE BERTA SIMON GEB. KAHN JG. 1871 FLUCHT 1937 USA ÜBERLEBT                                                               | 13. Okt. 2009 |      |             |
| Diedenbergen, Wildsachsener Straße 1 (Standort) | Rosa Levy               | HIER WOHNTE ROSA LEVY GEB. SIMON JG. 1902 FLUCHT USA ÜBERLEBT                                                                     | 13. Okt. 2009 |      |             |
| Diedenbergen, Wildsachsener Straße 1 (Standort) | Rudolph Raphael Simon   | HIER WOHNTE RUDOLF RAPHAEL SIMON JG. 1904 FLUCHT 1937 USA ÜBERLEBT                                                                | 13. Okt. 2009 |      |             |
| Diedenbergen, Wildsachsener Straße 1 (Standort) | Adolf Simon             | HIER WOHNTE ADOLF SIMON JG. 1904 FLUCHT USA ÜBERLEBT                                                                              | 13. Okt. 2009 |      |             |
| Diedenbergen, Wildsachsener Straße 2 (Standort) | Theodor Friedrich Cohn  | HIER WOHNTE THEODOR FRIEDRICH COHN JG. 1888 DEPORTIERT 1942 RICHTUNG OSTEN ERMORDET JUNI 1942                                     | 13. Okt. 2009 |      |             |
| Diedenbergen, Wildsachsener Straße 2 (Standort) | Bertha Cohn             | HIER WOHNTE BERTHA COHN GEB. WALLACH JG. 1890 DEPORTIERT 1942 RICHTUNG OSTEN ERMORDET                                             | 13. Okt. 2009 |      |             |
| Diedenbergen, Wildsachsener Straße 2 (Standort) | Silli Setta Fuld        | HIER WOHNTE SILLI SETTA FULD GEB. COHN JG. 1912 FLUCHT 1938 USA ÜBERLEBT                                                          | 13. Okt. 2009 |      |             |
| Diedenbergen, Wildsachsener Straße 2 (Standort) | Adelheid Wallach        | HIER WOHNTE ADELHEID WALLACH GEB. ABT JG. 1857 FLUCHT 1939 HOLLAND INTERNIERT WESTERBORK DEPORTIERT 1943 ERMORDET IN SOBIBOR      | 13. Okt. 2009 |      |             |
| Wallau, Bleichstraße 12 (Standort)              | Norbert Levi            | HIER WOHNTE NORBERT LEVI JG. 1916 VERHAFTET 1938 BUCHENWALD DEPORTIERT 1942 RICHTUNG OSTEN ???                                    | 13. Okt. 2009 |      |             |
| Wallau, Bleichstraße 12 (Standort)              | Selma Levi              | HIER WOHNTE SELMA LEVI GEB. FALK JG. 1886 DEPORTIERT 1942 RICHTUNG OSTEN ???                                                      | 13. Okt. 2009 |      |             |
| Wallau, Bleichstraße 12 (Standort)              | Felix Levi              | HIER WOHNTE FELIX LEVI JG. 1918 VERHAFTET 1938 DACHAU FLUCHT 1939 DÄNEMARK-SCHWEDEN ÜBERLEBT                                      | 13. Okt. 2009 |      |             |
| Wallau, Langenhainer Straße 14 (Standort)       | Adolf Leopold           | HIER WOHNTE ADOLF LEOPOLD JG. 1873 TOT 1942                                                                                       | 13. Okt. 2009 |      |             |
| Wallau, Langenhainer Straße 14 (Standort)       | Siegmund Leopold        | HIER WOHNTE SIEGMUND LEOPOLD JG. 1906 VERHAFTET 1942 DEPORTIERT ???                                                               | 13. Okt. 2009 |      |             |
| Wallau, Langenhainer Straße 14 (Standort)       | Mina Leopold            | HIER WOHNTE MINA LEOPOLD GEB. FALK JG. 1878 DEPORTIERT 1942 RICHTUNG OSTEN ???                                                    | 13. Okt. 2009 |      |             |
| Rödersteinweg 4 (Standort)                      | Emma Kopp               | HIER WOHNTE EMMA KOPP JG. 1864 TOT 1941 IN HOFHEIM                                                                                | 10. Mai 2010  |      |             |
| Langenhain, Am Jagdhaus 17 (Standort)           | Lina Beer               | HIER WOHNTE LINA BEER GEB. ROSENTHAL JG. 1883 DEPORTIERT 1942 SOBIBOR ???                                                         | 10. Mai 2010  |      |             |
| Wallau, Bachgasse 4 (Standort)                  | Manfred Aron            | HIER WOHNTE MANFRED ARON JG. 1892 FLUCHT 1939 HOLLAND ÜBERLEBT                                                                    | 10. Mai 2010  |      |             |
| Wallau, Bachgasse 4 (Standort)                  | Sara Sitta Aron         | HIER WOHNTE SARA SITTA ARON JG. 1921 DEPORTIERT 1942 THERESIENSTADT ???                                                           | 10. Mai 2010  |      |             |
| Wallau, Bachgasse 4 (Standort)                  | Henny Mirjam Aron       | HIER WOHNTE HENNY MIRJAM ARON JG. 1922 FLUCHT 1939 HOLLAND INTERNIERT WESTERBORK DEPORTIERT 1943 ERMORDET 1943 IN SOBIBOR         | 10. Mai 2010  |      |             |
| Wallau, Bachgasse 4 (Standort)                  | Lea Esther Aron         | HIER WOHNTE LEA ESTHER ARON JG. 1925 DEPORTIERT 1942 THERESIENSTADT ???                                                           | 10. Mai 2010  |      |             |
| Wallau, Bachgasse 4 (Standort)                  | Eva Aron                | HIER WOHNTE EVA ARON JG. 1927 DEPORTIERT 1942 THERESIENSTADT ???                                                                  | 10. Mai 2010  |      |             |
| Wallau, Bachgasse 4 (Standort)                  | Fanny Aron              | HIER WOHNTE FANNY ARON GEB. REBENSBURGER JG. 1899 DEPORTIERT 1942 ???                                                             | 10. Mai 2010  |      |             |
| Wallau, Bachgasse 4 (Standort)                  | Wolf Aron               | HIER WOHNTE WOLF ARON JG. 1931 DEPORTIERT 1942 ???                                                                                | 10. Mai 2010  |      |             |
| Wallau, Bachgasse 4 (Standort)                  | Rachel Pschisocher      | HIER WOHNTE RACHEL PSCHISOCHER GEB. ARON JG. 1932 ÜBERLEBT                                                                        | 10. Mai 2010  |      |             |
| Wallau, Bachgasse 4 (Standort)                  | Sally Salomon Aron      | HIER WOHNTE SALLY SALOMON ARON JG. UNBEKANNT ÜBERLEBT                                                                             | 10. Mai 2010  |      |             |
| Wallau, Bachgasse 4 (Standort)                  | Elieser Josef Aron      | HIER WOHNTE ELIESER JOSEF ARON JG. UNBEKANNT ÜBERLEBT                                                                             | 10. Mai 2010  |      |             |
| Wallau, Bachgasse 4 (Standort)                  | Nanny Aron              | HIER WOHNTE NANNY ARON JG. 1936 DEPORTIERT 1942 ???                                                                               | 10. Mai 2010  |      |             |
| Wallau, Bachgasse 4 (Standort)                  | David Aron              | HIER WOHNTE DAVID ARON JG. 1937 DEPORTIERT 1942 ???                                                                               | 10. Mai 2010  |      |             |
| Wallau, Bachgasse 4 (Standort)                  | Josus Kalmann Aron      | HIER WOHNTE JOSUS KALMANN ARON JG. 1939 DEPORTIERT 1942 ???                                                                       | 10. Mai 2010  |      |             |
| Wallau, Taunusstraße 25 (Standort)              | Willy Falk              | HIER WOHNTE WILLY FALK JG. 1881 DEPORTIERT 1942 THERESIENSTADT TOT 1943                                                           | 10. Mai 2010  |      |             |
| Wallau, Taunusstraße 25 (Standort)              | Erna Falk               | HIER WOHNTE ERNA FALK GEB. GABARSKY JG. 1921 DEPORTIERT 1942 ???                                                                  | 10. Mai 2010  |      |             |
| Wallau, Taunusstraße 25 (Standort)              | Julie Falk              | HIER WOHNTE JULIE FALK GEB. SACKI JG. 1885 TOT 1939 WIESBADEN                                                                     | 10. Mai 2010  |      |             |
| Wallau, Taunusstraße 25 (Standort)              | Herbert Falk            | HIER WOHNTE HERBERT FALK JG. 1912 DEPORTIERT 1942 ???                                                                             | 10. Mai 2010  |      |             |
| Wallau, Taunusstraße 25 (Standort)              | Martin Falk             | HIER WOHNTE MARTIN FALK JG. 1915 FLUCHT PALÄSTINA ÜBERLEBT                                                                        | 10. Mai 2010  |      |             |
| Wallau, Wiesbadener Straße 8 (Standort)         | Rosa Thalheimer         | HIER WOHNTE ROSA THALHEIMER GEB. FRIEDEMANN JG. 1870 DEPORTIERT 1942 THERESIENSTADT TOT 1942                                      | 10. Mai 2010  |      |             |
| Wallau, Wiesbadener Straße 8 (Standort)         | Waldemar Thalheimer     | HIER WOHNTE WALDEMAR THALHEIMER JG. 1899 FLUCHT FRANKREICH ÜBERLEBT                                                               | 10. Mai 2010  |      |             |
| Wallau, Wiesbadener Straße 8 (Standort)         | Martha Thalheimer       | HIER WOHNTE MARTHA THALHEIMER JG. 1904 DEPORTIERT 1942 ???                                                                        | 10. Mai 2010  |      |             |
| Wallau, Wiesbadener Straße 8 (Standort)         | Siegfried Thalheimer    | HIER WOHNTE SIEGFRIED THALHEIMER JG. 1908 FLUCHT USA ÜBERLEBT                                                                     | 10. Mai 2010  |      |             |
| Wallau, Wiesbadener Straße 8 (Standort)         | Ruth Thalheimer         | HIER WOHNTE RUTH THALHEIMER JG. 1930 DEPORTIERT 1942 ???                                                                          | 10. Mai 2010  |      |             |
| Kurhausstraße 53 (Standort)                     | Adele Lipmann           | HIER WOHNTE ADELE LIPMANN JG. 1879 EINGEWIESEN 1938 HEILANSTALT EICHBERG SCHICKSAL UNBEKANNT                                      | 27. Aug. 2013 |      |             |
| Kurhausstraße 26 (Standort)                     | Flora Lipmann           | HIER WOHNTE FLORA LIPMANN JG. 1903 FLUCHT 1938 USA ÜBERLEBT                                                                       | 14. Nov. 2014 |      |             |
| Kurhausstraße 26 (Standort)                     | Clementine Lipmann      | HIER WOHNTE CLEMENTINE LIPMANN JG. 1873 FLUCHT 1938 USA ÜBERLEBT                                                                  | 14. Nov. 2014 |      |             |
| Kurhausstraße 26 (Standort)                     | Rosalie „Rösel“ Lipmann | HIER WOHNTE ROSALIE ´RÖSEL´ LIPMANN JG. 1905 FLUCHT 1937 USA ÜBERLEBT                                                             | 14. Nov. 2014 |      |             |